# Carlos Vicente Robles
Carlos Vicente Robles (Saragossa, 23 d'abril de 1999) és un futbolista aragonès que juga al Deportivo Alavés. Principalment extrem dret, també pot jugar de davanter.

## Carrera de club
Nascut a Saragossa, Aragó, Vicente va entrar a les categories inferiors del Reial Saragossa el 2017, procedent de l'AD Stadium Casablanca. Va debutar com a sènior amb el filial el 24 de setembre d'aquell any, entrant com a substitut a la segona part en una derrota per 5-2 a fora de casa a la Segona Divisió B contra el CF Badalona.
Vicente va marcar el seu primer gol com a sènior el 2 de setembre de 2018, marcant el quart del B en una victòria per 4-0 a casa contra el CF Calamocha a Tercera Divisió, i va acabar la temporada 2018-19 amb deu gols, i el Deportivo Aragón va perdre l'ascens als play-offs. El 5 d'octubre de 2020 va signar un contracte d'un any amb el Gimnàstic de Tarragona, i inicialment va ser assignat a l'equip filial de quarta divisió.
Vicente va deixar el Nàstic el 6 de novembre de 2020, després d'un sol partit amb la Pobla, i es va incorporar a la SD Ejea de tercera divisió el 30 de desembre. El 24 de juny de 2021 va passar al CD Calahorra de Primera Divisió RFEF.
El 30 de juny de 2022, després de marcar 11 gols, la millor marca de la seva carrera, amb l'equip de la Rioja, Vicente va fitxar pel Racing de Ferrol de la mateixa divisió. Va participar en tots els partits de la temporada regular, marcant vuit gols i aconseguint així l'ascens a Segona Divisió després de 15 anys.
Vicente va debutar com a professional el 12 d'agost de 2023, com a titular en una victòria per 1-0 fora de casa contra l'Elx CF. Va marcar el seu primer gol com a professional el 10 de setembre, aconseguint l'empat des del punt de penal en un empat a 2 a casa contra el Vila-real CF B.
El 22 de desembre de 2023, Vicente va fitxar pel Deportivo Alavés de La Liga per un preu de 600.000 euros, i va signar un contracte de tres anys i mig amb el club. Va debutar a la categoria el següent 2 de gener, substituint Antonio Blanco en un empat a 1 fora de casa contra la Real Sociedad.

## Vida personal
El germà bessó de Vicente, David, també és futbolista. Lateral dret, també va representar el Saragossa.